# El Morlaco (Málaga)
El Morlaco es un barrio del este de la ciudad de Málaga (España), dentro de los límites del distrito Este. Está situado al borde del mar de Alborán (Mar Mediterráneo), entre el barrio de El Rocío, al oeste y los barrios de La Viña, Torre de San Telmo y Baños del Carmen, al este. Al norte del barrio, se extiende el Parque de El Morlaco, superficie arbolada de 16 hectáreas junto a la Avenida Pintor Sorolla, entre la que se pueden encontrar ejemplares de pinos, eucaliptos y cipreses, que separa a El Morlaco de los barrios de Parque Clavero y Cerrado de Calderón. En él hay una zona destinada a los perros en el que pueden estar sueltos dentro del recinto.
Esta barriada era reconocible cuando en ella se hallaba un viejo tranvía de la antigua línea de la Empresa Malagueña de Transportes (EMT) expuesto en uno de sus espacios públicos, fácilmente distinguible desde la carretera a su paso por El Morlaco. Este tranvía fue trasladado por el ayuntamiento para su restauración, concluida en 2010.
En este barrio se encuentra el Observatorio de Medio Ambiente Urbano.

## Urbanismo

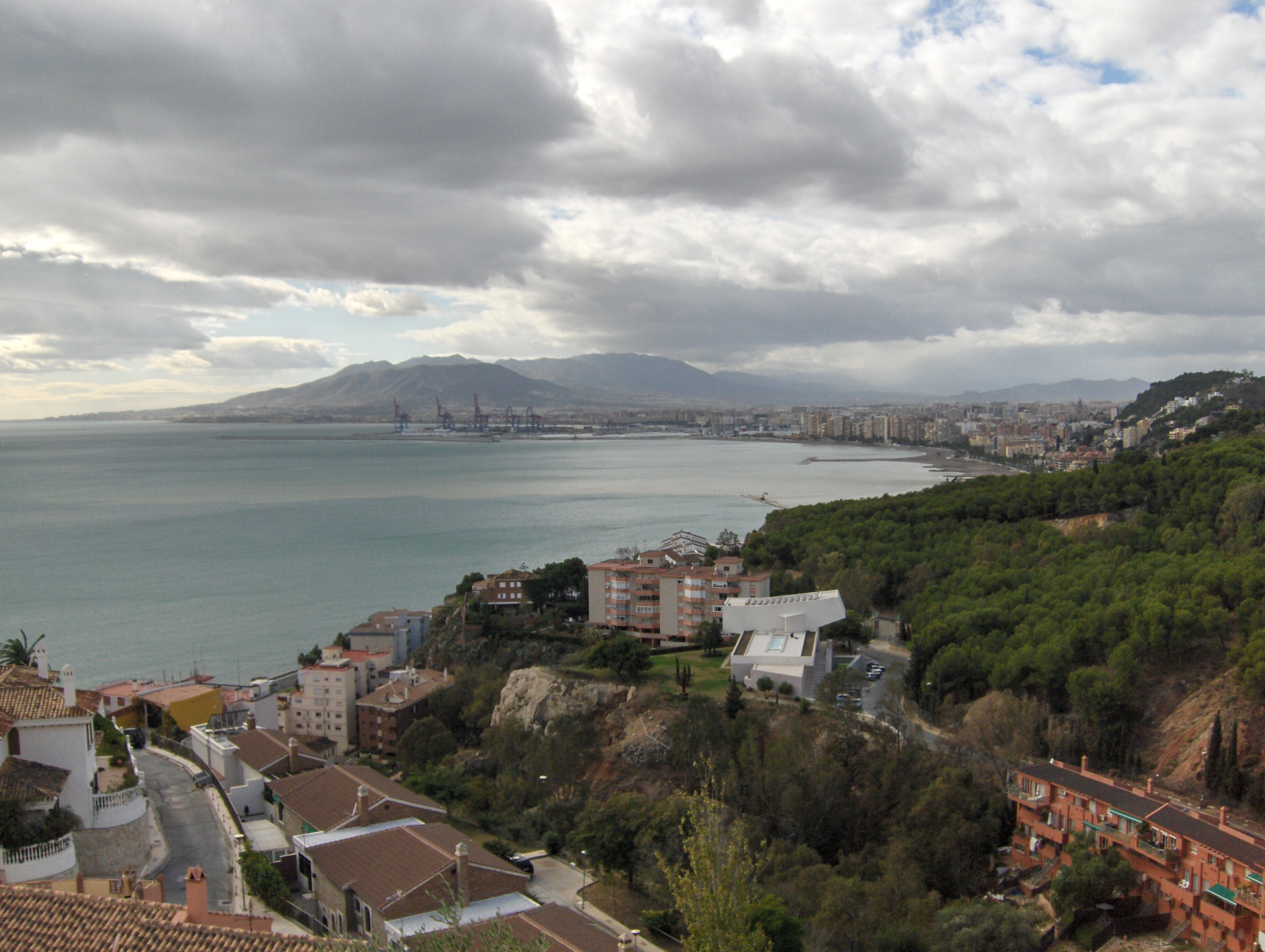
Vista de El Morlaco y la bahía de Málaga al fondo. En el centro-derecha, la sede del OMAU.

El Ayuntamiento de Málaga ha proyectado la construcción de un polémico puerto deportivo en esta zona, aún pendiente de la aprobación por parte de la Junta de Andalucía y valorado en 30 millones de euros. El proyecto de El Morlaco contempla una dársena única con 6 pantalanes de amarre para embarcaciones de entre 8 y 20 metros de eslora. Además, se construiría un dique exterior de defensa con una profundidad de 10 metros y una longitud de 573 metros. El proyecto ha sido inicialmente rechazado por el Ministerio de Fomento.

## Transporte
En autobús queda conectado mediante las siguientes líneas de la EMT: 
| Línea | Trayecto                                        | Recorrido | Frecuencia    |
| ----- | ----------------------------------------------- | --------- | ------------- |
| 11    | Alameda Principal - El Palo                     | Recorrido | 8 minutos     |
| 33    | Alameda Principal - Cerrado de Calderón         | Recorrido | 25-35 minutos |
| 34    | Alameda Principal - Pedregalejo (Bda. La Mosca) | Recorrido | 30-35 minutos |
| N1    | Puerta Blanca - El Palo                         | Recorrido | 25 minutos    |